# Pseudotajuria
Pseudotajuria là một chi bướm ngày thuộc họ Lycaenidae.

## Hình ảnh

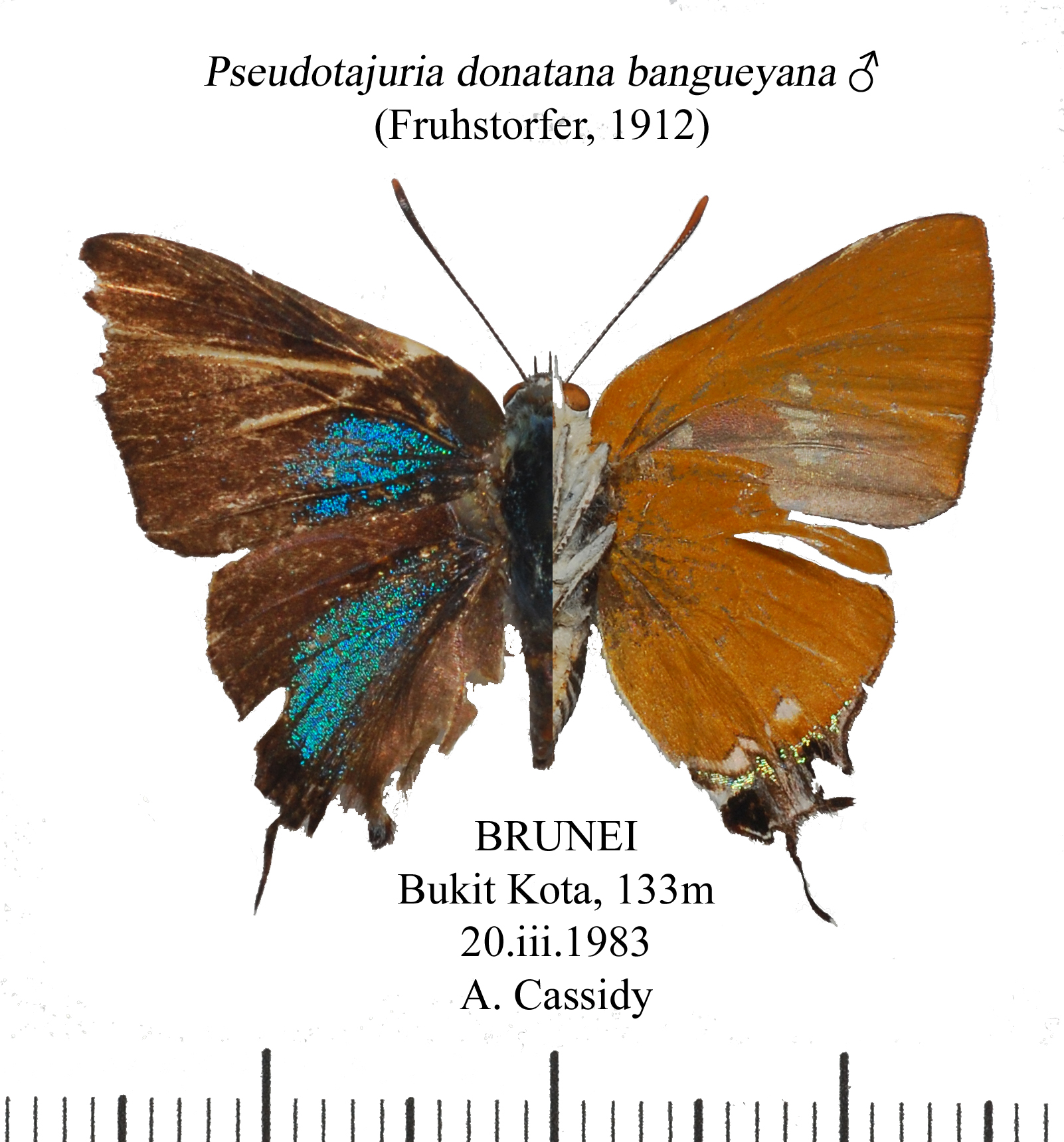